# Speedway Ekstraliga (2008)
Ekstraliga żużlowa 2008 – dziewiąty, od czasu uruchomienia Ekstraligi i 61. w historii, sezon rozgrywek najwyższego szczebla o drużynowe mistrzostwo Polski na żużlu. Tytułu mistrza Polski z sezonu 2007 broniła drużyna Unii Leszno. Do ekstraklasy powróciła Stal Gorzów Wielkopolski.

## Zespoły
Kluby Ekstraligi żużlowej 2008

## Rozgrywki

### Runda zasadnicza

#### Tabela
M = Rozegrane spotkania; W = Wygrane; R = Remisy; P = Porażki; Pkt = Punkty

#### Wyniki
|              | CZE   | GOR   | LES   | RZE   | TAR   | TOR   | WRO   | ZIE   |
| ------------ | ----- | ----- | ----- | ----- | ----- | ----- | ----- | ----- |
| Częstochowa  | x     | 55:38 | 56:36 | 65:26 | 69:23 | 41:50 | 60:33 | 49:41 |
| Gorzów Wlkp  | 40:50 | x     | 48:42 | 51:41 | 60:32 | 43:47 | 53:40 | 41:49 |
| Leszno       | 50:42 | 45:45 | x     | 59:33 | 67:26 | 43:47 | 61:29 | 50:40 |
| Rzeszów      | 32:60 | 44:48 | 27:65 | x     | 51:37 | 33:58 | 47:43 | 33:59 |
| Tarnów       | 33:59 | 46:47 | 40:53 | 44:47 | x     | 38:53 | 57:36 | 41:49 |
| Toruń        | 34:59 | 61:30 | 44:46 | 63:28 | 66:26 | x     | 49:41 | 56:34 |
| Wrocław      | 40:50 | 53:39 | 46:47 | 62:30 | 61:29 | 41:48 | x     | 53:40 |
| Zielona Góra | 38:52 | 53:39 | 36:57 | 52:39 | 63:29 | 32:58 | 47:43 | x     |

### Play-off

#### Ćwierćfinały
| Ćwierćfinał Miejsca 1-6 |        | CKM Złomrex Włókniarz Częstochowa 1. miejsce po rundzie zasadniczej | 113 : 71 | Atlas Wrocław 6. miejsce po rundzie zasadniczej             |
| ----------------------- | ------ | ------------------------------------------------------------------- | -------- | ----------------------------------------------------------- |
| Ćwierćfinał Miejsca 1-6 | 1 wrz  | Atlas Wrocław                                                       | 32 : 60  | CKM Złomrex Włókniarz Częstochowa                           |
| Ćwierćfinał Miejsca 1-6 | 31 sie | CKM Złomrex Włókniarz Częstochowa                                   | 53 : 39  | Atlas Wrocław                                               |
| Ćwierćfinał Miejsca 1-6 |        | Unibax Toruń 2. miejsce po rundzie zasadniczej                      | 113 : 68 | Caelum Stal Gorzów 5. miejsce po rundzie zasadniczej        |
| Ćwierćfinał Miejsca 1-6 | 24 sie | Caelum Stal Gorzów                                                  | 43 : 47  | Unibax Toruń                                                |
| Ćwierćfinał Miejsca 1-6 | 31 sie | Unibax Toruń                                                        | 66 : 25  | Caelum Stal Gorzów                                          |
| Ćwierćfinał Miejsca 1-6 |        | Unia Leszno 3. miejsce po rundzie zasadniczej                       | 94 : 87  | ZKŻ Kronopol Zielona Góra 4. miejsce po rundzie zasadniczej |
| Ćwierćfinał Miejsca 1-6 | 28 sie | ZKŻ Kronopol Zielona Góra                                           | 49 : 40  | Unia Leszno                                                 |
| Ćwierćfinał Miejsca 1-6 | 31 sie | Unia Leszno                                                         | 54 : 38  | ZKŻ Kronopol Zielona Góra                                   |

| Zwycięzcy | Zwycięzcy                     | Zwycięzcy | Zwycięzcy   |
| Poz.      | Klub                          | Pkt.      | Małe punkty |
| --------- | ----------------------------- | --------- | ----------- |
| 1A        | Unibax Toruń                  | 4         | 113         |
| 2A        | Złomrex Włókniarz Częstochowa | 4         | 113         |
| 3A        | Unia Leszno                   | 2         | 94          |

| Przegrani | Przegrani                 | Przegrani | Przegrani   |
| Poz.      | Klub                      | Pkt.      | Małe punkty |
| --------- | ------------------------- | --------- | ----------- |
| 1B        | ZKŻ Kronopol Zielona Góra | 2         | 87          |
| 2B        | Atlas Wrocław             | 0         | 71          |
| 3B        | Caelum Stal Gorzów        | 0         | 68          |

|  | Półfinały |

#### Półfinały
| Półfinał Miejsca 1-4 |        | Unibax Toruń 1A w ćwierćfinale                  | 99 : 84  | ZKŻ Kronopol Zielona Góra 1B w ćwierćfinale |
| -------------------- | ------ | ----------------------------------------------- | -------- | ------------------------------------------- |
| Półfinał Miejsca 1-4 | 7 wrz  | ZKŻ Kronopol Zielona Góra                       | 48 : 42  | Unibax Toruń                                |
| Półfinał Miejsca 1-4 | 19 wrz | Unibax Toruń                                    | 57 : 36  | ZKŻ Kronopol Zielona Góra                   |
| Półfinał Miejsca 1-4 |        | Złomrex Włókniarz Częstochowa 2A w ćwierćfinale | 81 : 102 | Unia Leszno 3A w ćwierćfinale               |
| Półfinał Miejsca 1-4 | 7 wrz  | Unia Leszno                                     | 52 : 41  | Złomrex Włókniarz Częstochowa               |
| Półfinał Miejsca 1-4 | 28 wrz | Złomrex Włókniarz Częstochowa                   | 40 : 50  | Unia Leszno                                 |

#### Finały
| Miejsca 1-2 |        | Unibax Toruń Zwycięzca półfinału                              | 96:84   | Unia Leszno Zwycięzca półfinału                   |
| ----------- | ------ | ------------------------------------------------------------- | ------- | ------------------------------------------------- |
| Miejsca 1-2 | 12 paź | Unia Leszno                                                   | 41:49   | Unibax Toruń                                      |
| Miejsca 1-2 | 19 paź | Unibax Toruń                                                  | 47:43   | Unia Leszno                                       |
| Miejsca 3-4 |        | ZKŻ Kronopol Zielona Góra Przegrany półfinału                 | 103:79  | Złomrex Włókniarz Częstochowa Przegrany półfinału |
| Miejsca 3-4 | 5 paź  | ZKŻ Kronopol Zielona Góra                                     | 62:28   | Złomrex Włókniarz Częstochowa                     |
| Miejsca 3-4 | 12 paź | Złomrex Włókniarz Częstochowa                                 | 51:41   | ZKŻ Kronopol Zielona Góra                         |
| Miejsca 7-8 |        | Marma Polskie Folie Rzeszów 7. miejsce po rundzie zasadniczej | 99 : 83 | Unia Tarnów 8. miejsce po rundzie zasadniczej     |
| Miejsca 7-8 | 7 wrz  | Unia Tarnów                                                   | 42 : 48 | Marma Polskie Folie Rzeszów                       |
| Miejsca 7-8 | 28 wrz | Marma Polskie Folie Rzeszów                                   | 51 : 41 | Unia Tarnów                                       |

## Baraże
| Baraże |        | Marma Polskie Folie Rzeszów Rzeszów 7. miejsce w Ekstralidze | 84 : 99 | Lotos Gdańsk 2. miejsce w I lidze |
| ------ | ------ | ------------------------------------------------------------ | ------- | --------------------------------- |
| Baraże | 12 paź | Lotos Gdańsk                                                 | 54 : 37 | Marma Polskie Folie Rzeszów       |
| Baraże | 19 paź | Marma Polskie Folie Rzeszów                                  | 47 : 45 | Lotos Gdańsk                      |

## Wymogi licencyjne
Kluby aby uzyskać pozwolenia na starty w Ekstralidze, muszą spełnić wszystkie z poniższych warunków:
- Kluby musiały występować jako zarejestrowane sportowa spółki akcyjne (SSA).
- Każdy klub musiał mieć ustalony budżet przed sezonem
- Każdy klub musiał wystawić trzech zawodników - juniorów (dwóch + jeden rezerwowy) do rozgrywek ligi juniorów
- Na stadionie musiało być zamontowane min. 5000 krzesełek plastikowych
- Stadion musiał być oświetlony (na torze min. 900 luksów natomiast w parku maszyn min. 400 luksów).
- Stadion musiał posiadać dmuchane bandy pneumatyczne
- Stadion musiał posiadać monitoring
- Stadion musiał posiadać minimum jedną zadaszoną trybunę prasową
- Stadion musiał posiadać zadaszoną trybunę min. na 300 osób

## Transfery
- 18 września 2007: Tai Woffinden związał się kontraktem z Włókniarzem Częstochowa na cztery lata[6].
- 19 października 2007: Matej Ferjan przedłużył kontrakt ze Stalą Gorzów[7].
- 22 października 2007: Unia Leszno przedłużyła kontrakt z Juricą Pavlicem[8].
- 26 października 2007: Paweł Hlib zostaje w  Stali Gorzów[9].
- 5 listopada 2007: Nicki Pedersen podpisał umowę na starty w Złomreksie Częstochowa[10].